# El libro de los tres
El Libro de los tres (The Book of Three) es una novela del género de la alta fantasía que contiene también elementos de bildungsroman escrita por el autor norteamericano Lloyd Alexander. Fue publicada originalmente en 1964 y más tarde en castellano por Editorial Alfaguara. La trama contiene muchos elementos de la mitología galesa. La misma nos sitúa en la ficticia tierra de Prydain, la cual se encuentra acechada por Arawn, señor de la tierra tenebrosa de Annuvin, y su jefe guerrero, el rey Astado. Este último está a la busca de una cerda con poderes clarividentes. Será el deber de Taran, el joven cuidador de la cerda, evitar que sea raptada y ayudar al príncipe Gwydion a detener la invasión.
La novela es la primera de una saga conocida como Las crónicas de Prydain. Las otras partes de la misma son: El Caldero mágico, El castillo de Llyr, Taran vagabundo y El gran rey. Durante cada libro, el protagonista, Taran, experimentará un importante crecimiento moral, a la par que participa activamente en la guerra entre Prydain y las fuerzas del mal.
En 1985, Disney estrenó un largometraje animado, titulado The Black Cauldron (El caldero mágico en Hispanoamérica; Taron y el caldero mágico en España), cuya trama del mismo está basada en los dos primeros libros de la serie.